# Rexa raddai
Rexa raddai är en insektsart som först beskrevs av Hölzel 1966.  Rexa raddai ingår i släktet Rexa och familjen guldögonsländor. Inga underarter finns listade i Catalogue of Life.